# جون وارنر (كيميائي)
جون وارنر (بالإنجليزية: John Warner)‏ هو كيميائي أمريكي، ولد في 25 أكتوبر 1962 في الولايات المتحدة.

## وصلات خارجية
- جون وارنر على موقع الموسوعة البريطانية (الإنجليزية)